# La luz mandarina
La Luz Mandarina es una banda boliviana que mezcla el rock alternativo, el indie rock, el folk y el shoegaze. Se considera una de las bandas de indie más representativas de Bolivia.

## Historia
La luz mandarina nació el año 2013 en la ciudad de Santa Cruz, Bolivia, bajo el liderazgo del cantante, guitarrista y compositor de la banda, Pablo Miño. Está compuesta por los músicos estables Pablo Miño (en voces y guitarras) y Diego Tejerina (en bajo), más algunos invitados que han entrado y salido de la conformación. En abril de 2022 la banda dijo que tomaría un descanso indefinido.
Según varios conocedores de la conyuntura actual musical boliviana, llegan a la misma conlusión: La luz mandarina es una de las bandas más interesantes del nuevo rock boliviano.

## Discografía
Paliza (2016)
Los días de furia y oro (2019) 